# 兴安野青茅
兴安野青茅（学名：Deyeuxia turczaninowii），为禾本科野青茅属下的一个植物变种。